# Phêrô Võ Thành Trinh
Phêrô Võ Thành Trinh (1916-1991) là một linh mục Công giáo Việt Nam. Ông là Đại biểu Quốc hội Việt Nam từ khóa V đến khóa VIII. Ông cũng nguyên là Phó Chủ tịch Quốc hội khóa VII và Chủ tịch Ủy ban đoàn kết Công giáo Việt Nam.

## Thân thế
Linh mục Phêrô Võ Thành Trinh sinh ngày 1 tháng 8 năm 1916 trong một gia đình Công giáo đông con ở họ đạo Cái Đôi, xã Hòa Bình, huyện Chợ Mới, tỉnh Long Xuyên (nay là An Giang), thuộc giáo xứ Cái Đôi, giáo hạt Chợ Mới, giáo phận Long Xuyên. Ông là con thứ 6 trong gia đình nên ông còn được gọi bằng thứ Bảy theo thông lệ của người miền Nam.
Năm 14 tuổi, ông vào học Tiểu chủng viện Cù Lao Giêng, 10 năm sau vào học Đại chủng viện Xuân Bích (Liễu Giai, Hà Nội).
Ông đã hưởng ứng và tham gia phong trào Việt Minh từ những ngày đầu Cách mạng tháng Tám.
Ngày 2 tháng 9 năm 1945, ông cùng nhiều chủng sinh ở Đại chủng viện Xuân Bích tham gia buổi lễ Độc lập tại Quảng trường Ba Đình, Hà Nội.
Tháng 09 năm 1946, ông được phong linh mục tại Cần Thơ.
Tháng 10 năm 1946, ông làm Phó xứ ở các họ đạo Hòn Chông, Rẫy Mới, Rạch Đông (tỉnh Hà Tiên).
Từ tháng 01 năm 1952, ông phụ trách các nhà thờ Huyện Sử, Tân Lộc, Cái Rắn, Cái Cấm thuộc vùng căn cứ kháng chiến tại tỉnh Bạc Liêu. Ông làm Hội trưởng Hội Công giáo kháng chiến và Cố vấn Uỷ ban Kháng chiến hành chính tỉnh Hà Tiên, Hội trưởng Hội Công giáo kháng chiến và Phó Chủ tịch Mặt trận Việt Minh - Liên Việt tỉnh Bạc Liêu
Năm 1954, linh mục Võ Thành Trinh phụ trách các xứ đạo Hòn Gai, Cẩm Phả, Cửa Ông (tỉnh Quảng Ninh), đồng thời ông là đại biểu Hội đồng nhân dân tỉnh, Phó Chủ tịch Mặt trận Tổ quốc tỉnh, Chủ tịch Uỷ ban liên lạc Công giáo tỉnh Quảng Ninh và Uỷ viên thường trực Uỷ ban liên lạc Toàn quốc những người Công giáo Việt Nam yêu Tổ quốc, yêu hòa bình.
Ông là đại biểu Quốc hội liên tục các khóa V, VI, VII, VIII (của tỉnh Quảng Ninh); Uỷ viên Uỷ ban thường vụ Quốc hội các khóa V, VI; Phó Chủ tịch Quốc hội khóa VII; Uỷ viên Đoàn Chủ tịch Uỷ ban Trung ương Mặt trận Tổ quốc Việt Nam; Chủ tịch Uỷ ban đoàn kết Công giáo yêu nước Việt Nam kiêm Chủ tịch Uỷ ban đoàn kết Công giáo Thành phố Hồ Chí Minh, Phó Chủ tịch Tổ chức Kitô giáo thế giới vì hòa bình (CPC).
Ông qua đời ngày 21 tháng 8 năm 1991 tại Bệnh viện Chợ Rẫy, Thành phố Hồ Chí Minh.

## Vinh danh
Linh mục Phêrô Võ Thành Trinh được Nhà nước Việt Nam tặng thưởng:
- Huân chương Độc lập hạng Nhất. [2].
- Huân chương Kháng chiến hạng Nhất. [4].
- Huân chương "Vì sự nghiệp đại đoàn kết dân tộc". [1].

Hiện có một nhà lưu niệm Linh mục Võ Thành Trinh tại xã Hòa Bình, quê hương của ông, lưu giữ những hiện vật trong cuộc đời ông.

### Đặt tên cho trường học
Theo Nghị quyết Số: 09/NQ-HĐND tại kì họp lần thứ 11 của Hội đồng nhân dân tỉnh An Giang khóa VIII đã thông qua việc đổi tên trường trung học phổ thông trên địa bàn thành phố Long Xuyên và huyện Chợ Mới trong đó trường THPT Hòa Bình đổi thành Trường THPT Võ Thành Trinh.